# Gaultheria celebica
Gaultheria celebica är en ljungväxtart som beskrevs av J. J. Smith. Gaultheria celebica ingår i släktet Gaultheria och familjen ljungväxter. Utöver nominatformen finns också underarten G. c. petiolata.